# Tamopsis fitzroyensis
Tamopsis fitzroyensis là một loài nhện trong họ Hersiliidae. T. fitzroyensis được miêu tả năm 1987 bởi Martin Baehr & Barbara Baehr.